# Stationarität (stationäre Präferenz)
Stationarität spielt eine wesentliche Rolle im Rahmen rationaler intertemporaler Entscheidungen. In diesem Zusammenhang muss die Entwicklung bzw. Veränderlichkeit von Präferenzen im Zeitablauf berücksichtigt bzw. ausgeschlossen werden.

## Notation
Zur Erklärung wird folgende Notation verwendet:
- Es existiert eine endliche Menge, bekannter Perioden {\displaystyle N=\lbrace 1,2,3,...,n\rbrace } mit {\displaystyle p\in N}.
- Die Menge {\displaystyle A} ist durch die drei Alternativen {\displaystyle A=\lbrace x,y,z\rbrace } definiert. Jede Alternative wird durch einen Ergebnisvektor beschrieben, so z. B. {\displaystyle x=(x_{\scriptscriptstyle 1},x_{\scriptscriptstyle 2},x_{\scriptscriptstyle 3},...,x_{\scriptscriptstyle n})}, wobei {\displaystyle x_{\scriptscriptstyle p}} das Ergebnis der Periode {\displaystyle p} beschreibt.
- Die Menge {\displaystyle P_{\scriptscriptstyle p}} mit {\displaystyle p\in N} beschreibt die bekannten Ergebnisse, die in der Periode {\displaystyle p} mit Sicherheit aus den verschiedenen Alternativen resultieren. Für {\displaystyle p=1} folgt z. B.: {\displaystyle P_{\scriptscriptstyle 1}=\lbrace x_{\scriptscriptstyle 1},y_{\scriptscriptstyle 1},z_{\scriptscriptstyle 1}\rbrace }. {\displaystyle P_{\scriptscriptstyle 1}} bezeichnet die Menge der Ergebnisse der Alternativen in der Periode 1, {\displaystyle P_{\scriptscriptstyle 2}} ist die Menge der Ergebnisse der Alternativen der Periode 2 usw.
- Die Präferenzrelation {\displaystyle \succsim } liegt demzufolge auf dem kartesischen Produkt {\displaystyle P^{n}=P_{\scriptscriptstyle 1}\times P_{\scriptscriptstyle 2}\times ...\times P_{\scriptscriptstyle n}}.
- Die Festlegung der Präferenzen des Akteurs und damit die Entscheidung für eine der Alternativen wird zu verschiedenen Zeitpunkten {\displaystyle T=\left\lbrace 0,1,2,3,...,\infty \right\rbrace } mit {\displaystyle t\in T} möglich. Der Zeitpunkt {\displaystyle t=0} stellt die Gegenwart dar.
- Die zum Zeitpunkt {\displaystyle t} geäußerte Präferenzrelation erhält die Notation {\displaystyle \succsim _{t}}. Wird die Präferenz in der Gegenwart abgefragt, folgt: {\displaystyle \succsim _{0}}.
- Unabhängig vom relativen zeitlichen Abstand zwischen zwei Ergebnissen kann der absolute Abstand dieser Ergebnisse zum heutigen Zeitpunkt verändert werden. Dazu werden die Ergebnisse gemeinsam um denselben Zeitraum {\displaystyle \Delta t} in die Zukunft verlagert, wobei {\displaystyle \Delta t>0}. Dies wird notiert mit: {\displaystyle x_{\scriptscriptstyle 1+\Delta t}}, {\displaystyle x_{\scriptscriptstyle 2+\Delta t}} usw.
- Weiterhin ist es denkbar, dass auch der Zeitpunkt für die Äußerung der Präferenzen und damit für die Entscheidung in die Zukunft verschoben wird. Legt der Akteur in {\displaystyle t=0} seine Präferenzordnung fest, gilt: {\displaystyle \succsim _{\scriptscriptstyle 0}}, für einen späteren Zeitpunkt gilt: {\displaystyle \succsim _{\scriptscriptstyle 0+\Delta t}} mit {\displaystyle \Delta t>0}.
- Wenn Präferenzen vorliegen, die im Zeitablauf mehrfach geäußert bzw. abgefragt werden, so folgt die Präferenzordnung: {\displaystyle \lbrace \succsim \rbrace _{\scriptscriptstyle 0}^{\scriptscriptstyle \infty }}.

## Eigenschaften der Stationarität, Zeitkonsistenz sowie Zeitinvarianz
Es werden folgende drei wichtige Eigenschaften von intertemporalen Präferenzrelationen beschrieben:
- Stationarität,
- Zeitkonsistenz sowie
- Zeitinvarianz.

Die Stationarität wird in der folgenden Definition beschrieben.
Definition 1 (Stationarität):
Die Präferenzrelation {\displaystyle {\it {\succsim _{\scriptscriptstyle 0}}}} auf {\displaystyle P^{n}} ist stationär, wenn gilt: {\displaystyle {\it {x_{\scriptscriptstyle p}\succsim _{\scriptscriptstyle 0}y_{\scriptscriptstyle p+1}\Leftrightarrow x_{\scriptscriptstyle p+\Delta t}\succsim _{\scriptscriptstyle 0}y_{\scriptscriptstyle p+1+\Delta t}}}} für alle {\displaystyle {\it {x,y\in P^{n}}}}, alle {\displaystyle p\in N}, alle {\displaystyle {\it {t\in T}}} sowie {\displaystyle \Delta t>0}.
Die Entscheidung in {\displaystyle t=0} über die beiden Alternativen darf nur von der Höhe der Zahlungen {\displaystyle x} und {\displaystyle y} sowie von der relativen Zeitdistanz zwischen diesen Zahlungen abhängen. Hingegen darf die Entfernung dieser Zeitdistanz vom heutigen Entscheidungspunkt keine Rolle bei der Entscheidung spielen.
Es wird gefordert, dass der Akteur im Entscheidungszeitpunkt, also in {\displaystyle t=0}, die Präferenzen über zukünftige Entscheidungen in dem Sinne ordnet, dass es unerheblich ist, wie weit die Ereignisse in der Zukunft liegen. Das Beispiel 1 erläutert die Eigenschaft.
Beispiel 1:
Ein Akteur wird gebeten, sich die zwei folgenden Entscheidungsprobleme zu betrachten und für jedes Problem jeweils eine Präferenzordnung festzulegen.
Problem 1: 
- Alternative A: Erhalt von 150 € heute
- Alternative B: Erhalt von 200 € in 9 Monaten

Problem 2:
- Alternative C: Erhalt von 150 € in 10 Jahren
- Alternative D: Erhalt von 200 € in 10 Jahren und 9 Monaten

Wenn die Präferenzen des Akteurs stationär sind und für ihn im ersten Problem gilt {\displaystyle {\it {A\succ _{\scriptscriptstyle 0}B}}}, so muss für das zweite Problem gelten: {\displaystyle {\it {C\succ _{\scriptscriptstyle 0}D}}}.
Für die Entscheidung soll ausschließlich die Zeitdifferenz zwischen den Ergebnissen relevant sein.
Eine weitere Eigenschaft von Präferenzen ist Zeitkonsistenz (vgl. Definition 2). Die Beziehung zwischen den Präferenzen zu unterschiedlichen Zeitpunkten ist konsistent, wenn eine ursprünglich (also in {\displaystyle t=0}) als optimal identifizierte Alternative auch später (also in {\displaystyle t=0+\Delta t}) weiterhin optimal bleibt.
Definition 2 (Zeitkonsistenz):
Die Präferenzrelation {\displaystyle {\it {\lbrace \succsim \rbrace _{\scriptscriptstyle 0}^{\scriptscriptstyle \infty }}}} auf {\displaystyle P^{n}} ist zeitkonsistent, wenn gilt:  {\displaystyle {\it {x_{\scriptscriptstyle p}\succsim _{\scriptscriptstyle 0}y_{\scriptscriptstyle p+1}\Leftrightarrow x_{\scriptscriptstyle p}\succsim _{\scriptscriptstyle 0+\Delta t}y_{\scriptscriptstyle p+1}}}} für alle {\displaystyle {\it {x,y\in P^{n}}}}, alle {\displaystyle p\in N}, alle {\displaystyle {\it {t\in T}}} sowie {\displaystyle \Delta t>0}.
Eine Änderung des Betrachtungszeitpunktes von {\displaystyle t=0} zu {\displaystyle t=0+\Delta t} führt zu keiner Änderung der Präferenzordnung. Einmal festgelegte – möglicherweise jedoch unangenehme – Aktivitäten werden nicht aufgeschoben, wenn der ursprünglich dafür geplante Zeitpunkt eintritt. Wenn der Akteur heute festlegt, dass morgen Aufräumen besser ist als Nicht-Aufräumen, so muss diese Reihung auch morgen Bestand haben. Ein Aufschieben unangenehmer Tätigkeiten existiert bei zeitkonsistenten Präferenzen nicht. Diese grundlegende Anforderung an rationale intertemporale Präferenzen wurde frühzeitig formuliert. Das Beispiel 2 erläutert die Eigenschaft der Zeitkonsistenz.
Beispiel 2:
Ein Akteur kann sich zwischen Pizza (P) und Salat (S) entscheiden und legt in {\displaystyle {\it {t=0}}} für die nächsten vier Mahlzeiten folgende Präferenzrelationen fest:
{\displaystyle (P_{\scriptscriptstyle 1},P_{\scriptscriptstyle 2},P_{\scriptscriptstyle 3},P_{\scriptscriptstyle 4})\succ _{\scriptscriptstyle 0}(P_{\scriptscriptstyle 1},P_{\scriptscriptstyle 2},P_{\scriptscriptstyle 3},S_{\scriptscriptstyle 4})\succ _{\scriptscriptstyle 0}(P_{\scriptscriptstyle 1},P_{\scriptscriptstyle 2},S_{\scriptscriptstyle 3},S_{\scriptscriptstyle 4}).}
Nun wird angenommen, dass zwei Mahlzeiten vorüber sind, was bedeutet, dass der Akteur zwei Mal Pizza aß. Er befindet sich also am Ende von Periode {\displaystyle {\it {p=2}}}. Zeitkonsistenz verlangt nun vom Akteur, für die dritte Mahlzeit in {\displaystyle {\it {p=3}}} – selbst nach Genuss von zwei Mal Pizza – wiederum Pizza anstatt Salat zu wählen. Es muss also gelten:
{\displaystyle (P_{\scriptscriptstyle 3},P_{\scriptscriptstyle 4})\succ _{\scriptscriptstyle 2}(P_{\scriptscriptstyle 3},S_{\scriptscriptstyle 4})\succ _{\scriptscriptstyle 2}(S_{\scriptscriptstyle 3},S_{\scriptscriptstyle 4}).}
Der wesentliche Unterschied zwischen Zeitkonsistenz und wechselseitiger Unabhängigkeit ist folgender: Die Unabhängigkeit der Präferenzen wird zu einem Zeitpunkt (i. d. R. {\displaystyle t=0}) beurteilt. Bei der Zeitkonsistenz hingegen werden die Präferenzen aus zwei unterschiedlichen Zeitpunkten miteinander verglichen.
Letzte Eigenschaft ist die Zeitinvarianz (vgl. Definition 3).
Definition 3 (Zeitinvarianz):
Die Präferenzrelation {\displaystyle {\it {\lbrace \succsim \rbrace _{\scriptscriptstyle 0}^{\scriptscriptstyle \infty }}}} auf {\displaystyle P^{n}} ist zeitinvariant, wenn gilt: {\displaystyle {\it {x_{\scriptscriptstyle p}\succsim _{\scriptscriptstyle 0}y_{\scriptscriptstyle p+1}\Leftrightarrow x_{\scriptscriptstyle p+\Delta t}\succsim _{\scriptscriptstyle 0+\Delta t}y_{\scriptscriptstyle p+1+\Delta t}}}} für alle {\displaystyle {\it {x,y\in P^{n}}}}, alle {\displaystyle p\in N}, alle {\displaystyle {\it {t\in T}}} sowie {\displaystyle \Delta t>0}.
Bei Zeitinvarianz werden sowohl der Beurteilungszeitpunkt, als auch die Ergebnisse selbst in die Zukunft verschoben.
Jeweils zwei der drei Eigenschaften Stationarität, Zeitkonsistenz und Zeitinvarianz implizieren die dritte Eigenschaft. So führt z. B. die Verbindung von Zeitkonsistenz und Zeitvarianz zur Stationarität. Bei der Stationarität wird der Betrachtungs- bzw. Entscheidungspunkt fixiert und es wird der Zeitpunkt der Ereignisse variiert. Im Fall der Zeitkonsistenz hingegen wird der Zeitpunkt des Eintritts der Ereignisse fixiert und der Betrachtungszeitpunkt wird variiert. In beiden Fällen wird der relative Abstand zwischen Entscheidungs- und Eintrittszeitpunkt verändert. Die Präferenzrelation sollte trotzdem unverändert bleiben. Die Präferenz wird durch das Stationaritäts-Axiom quasi für die gesamte betrachtete Zeit eingefroren.